# Eupithecia tritaria
Eupithecia tritaria är en fjärilsart som beskrevs av Walker 1863. Eupithecia tritaria ingår i släktet Eupithecia och familjen mätare. Inga underarter finns listade i Catalogue of Life.